# Vitus Chang Tso-huan
Vitus Chang Tso-huan SVD (né le 22 août 1903 à Tsingtau (aujourd'hui transcrit Qingdao) et mort le 1er novembre 1982 en Allemagne) est un évêque catholique chinois qui mourut en exil en Allemagne.

## Biographie
Vitus Chang naît dans la famille d'un converti chinois au catholicisme, à Tsingtau, capitale de la concession allemande du Kiautschou au sud de la presqu'île du Chantoung. 
Formé par les missionnaires verbistes, il y prononce ses vœux de profès en 1926 et est ordonné prêtre le 16 mars 1930, puis assure différents ministères paroissiaux. Le 8 juillet 1941, il est nommé par le Saint-Siège vicaire apostolique de Sinyangchow au centre de la Chine dans le Henan qui est administré par les verbistes. En même temps, il est nommé évêque in partibus d'Eguga (de). Il est consacré le 8 décembre (fête de l'Immaculée Conception) de cette année par Théodore Schu S.V.D., les coconsécrateurs étant NNSS Franz Hoowaarts S.V.D., vicaire apostolique de Tsaochow, et Karl Christian Weber S.V.D., vicaire apostolique d'Ichow. 
Le 11 avril 1946, Pie XII, devant le péril communiste qui se précise, décide d'établir une hiérarchie ordinaire en Chine. Le vicariat devient donc diocèse (diocèse de Xinyang) et Vitus Chang, évêque diocésain et non plus évêque titulaire. La prise de pouvoir des communistes de Mao Tsé-Toung inaugure la persécution du christianisme et du catholicisme en particulier. Vitus Chang démissionne le 13 novembre 1949 et reçoit le titre d'évêque titulaire de Cyanae. Il parvient à quitter la Chine communiste et prend le chemin de l'exil à Hong Kong (alors possession de la couronne britannique), puis aux Philippines. En 1958, il s'installe en Allemagne, car il parlait couramment l'allemand en plus du latin. Il s'occupe d'aumôneries d'étudiants et de direction spirituelle, notamment d'exilés chinois en Europe. Entre 1962 et 1965, il prend part aux quatre sessions du concile Vatican II. 
À partir de 1968, il est curé de Bornheim-Dersdorf et exerce comme évêque auxiliaire pour l'archidiocèse de Cologne, tout en collaborant avec ses confrères verbistes, ainsi qu'avec les rédemptoristes et d'autres. Il donne alors en lien avec l'archidiocèse le sacrement de confirmation, consacre régulièrement de nouvelles églises et donne le sacrement de l'ordre à de nouveaux diacres ou de nouveaux prêtres issus de la Maison Saint-Augustin, du couvent de Geistingen ou du séminaire Saint-Lambert (1971). Vitus Chang prend sa retraite en 1972 à l'âge de 69 ans, pour s'installer près de Bad Godesberg-Rüngsdorf.
Vitus Chang avait toujours été réservé quant aux changements liturgiques consécutifs à Vatican II et déploré l'abandon du latin, langue universelle de l'Église romaine, et l'effacement au second plan dans la liturgie du caractère sacrificiel de la messe. Il tisse des liens avec l'association bâloise intitulée l'Assemblée des catholiques fidèles (Sammlung glaubenstreuer Katholiken) et célèbre de temps à autre pour ses membres la messe dans le rite d'avant le concile Vatican II, ainsi que pour d'autres laïcs demeurés attachés au missel d'avant 1962. Il s'approche aussi de Günther Storck (de) (prêtre mort en 1993 et consacré invalidement en 1984 comme évêque par Guérard des Lauriers) qui est d'abord dans la mouvance de Blasius Kurz, franciscain et ancien missionnaire en Chine, devenu évêque en marge depuis qu'il avait refusé de célébrer dans le nouveau rite. Storck s'occupe de la fondation en 1980-1981 d'un séminaire sédévacantiste à Munich. Vitus Chang assure ce séminaire de son soutien spirituel, mais n'y confère pas le sacrement de l'ordre, puisqu'il n'a pas de mandat de Rome. Par la suite, Vitus Chang s'occupe des cercles traditionalistes dirigés par Elisabeth Gerstner et Caspar von Schrenck-Notzing (de).
Vitus Chang meurt le jour de la Toussaint 1982. Il est enterré dans le cimetière de la cathédrale de Cologne.